# Шипіт (фестиваль)

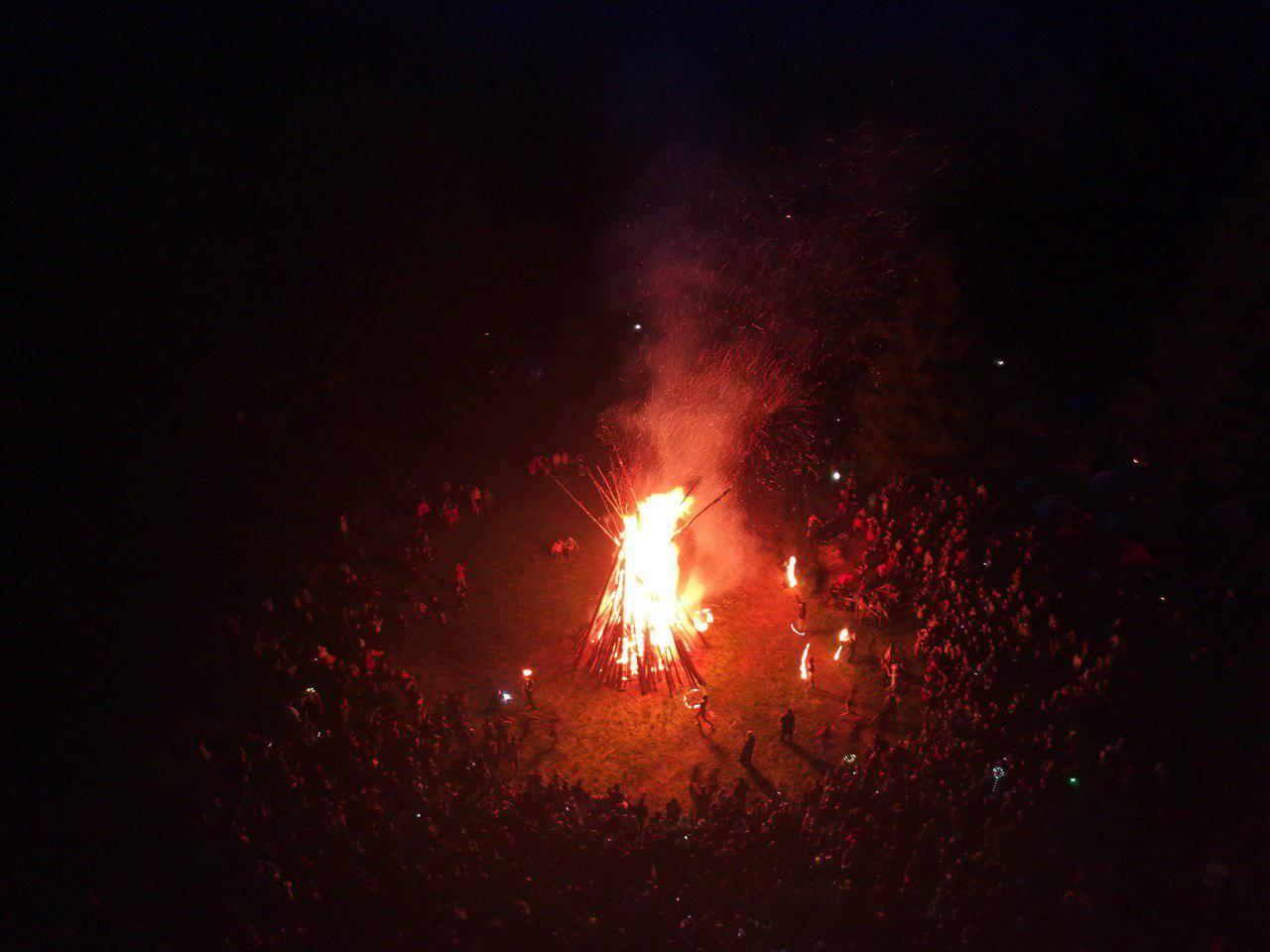
Знімок з фестивалю "Шипіт-2019" з квадрокоптера, Велике багаття на Івана Купала

«Фестиваль Ши́піт» (частіше просто «Шипіт») — умовна назва щорічного неформального зібрання представників молодіжних субкультур на гірській галявині неподалік однойменного водоспаду біля села Пилипець Міжгірського району, розташованого за 12 кілометрів від залізничної станції Воловець на Закарпатті. Вперше відбувся у липні 1993 року. Традиційно учасники починають з'їжджатися, починаючи з 1 липня; кульмінацією є свято Івана Купала — ніч з 6 липня на 7 липня. 

## Історія
Засновниками фестивалю стали молодші (на той час) представники львівського та ужгородського середовищ хіпі — Володимир «Ноні» Єсаулов (1961—2001) зі Львова та подружжя Олександр «Чарлі» Пензель і Наталія «Шара» Величенко з Ужгорода. Як стверджує один зі шипітських хіпі-ветеранів Олександр Фещук, галявину на схилах гори Гимба колись Володимирові «Ноні» показав Григорій «Грег» Порицький (1948—2012), один з патріархів львівських хіпі.
Шипіт став продовженням традиції колишнього загальносоюзного збору хіпі, що відбувався в Латвії на річці Ґауя під час латиського народного свята Ліґо (аналог слов'янського Івана Купала) наприкінці червня, починаючи з 1978 року, і тривав до кінця літа. Оскільки з розпадом СРСР було ускладнено в'їзд представників субкультур до Латвії, виникла потреба перенести локацію міжнародного хіпівського збору.
В основі традиції Ґауї й Шипота лежить американська Rainbow Gathering, що регулярно проводиться з 1972 року, а з 1983-го — і в Європі та інших частинах світу. Проте в умовах тоталітарного СРСР проведення організованих зборів було неможливим, тому Шипіт, як і Ґауя, розвивалися за принципом горизонтальних мережевих зв'язків довільно і Райдугами не вважаються.
Учасниками першого Шипота в липні 1993 року стали близько 150 осіб — хіпі з України, Росії, Білорусі, балтійських країн, Молдови. В наступні роки до них долучилися одноплемінники з Польщі, Чехії, Словаччини, Угорщини, Німеччини, навіть Великої Британії та США. Загальне число учасників сягає кількох тисяч (за деякими оцінками, до 5 тис.). З часом первісне домінування хіпі на Шипоті природно зменшилося за рахунок представників нових субкультурних хвиль, репрезентованими молодшими поколіннями — панків, растаманів і т.д., і тепер орієнтація на певну субкультуру відсутня.
«Шипіт» став темою книги «Трохи пітьми» Любка Дереша, втім події в книзі є вигаданими.